# Eunomos
Dans la mythologie grecque, Eunomos est un roi légendaire de Sparte, successeur de son père Polydecte.
Selon Pausanias le Périégète, il est le fils de Prytanis, alors que pour Hérodote, il est le fils de Polydecte, le père de Charilaos,.
Selon Pausanias, Sparte est en paix durant son règne.